# Union de la radio et de la télévision égyptienne

Ancien logo de l'Union de la radio et de la télévision égyptienne.

L’Union de la radio et de la télévision égyptienne (en anglais Egyptian radio and television union, en arabe اتحاد الاذاعة و التليفزيون المصرى ; en abrégé ERTU) est la compagnie nationale de radio-télévision égyptienne. 
Fondée en 1970, elle est placée sous la tutelle directe du ministère égyptien de l'information. 
Elle opère deux chaînes de télévision généralistes (ERTU 1 et ERTU 2) qui sont diffusées dans les principales localités du pays, ainsi qu'une version satellitaire de celles-ci (Al Masriyah). Six chaînes régionales sont diffusées dans les différents gouvernorats qui composent le pays. 
La radio-télévision égyptienne contrôle également la chaîne internationale Nile TV (diffusant en anglais, français et hébreu) et plusieurs chaînes thématiques qui vont avec (Nile Drama, Nile Family, Nile News).
Plusieurs stations de radio nationales (Radio Le Caire, La voix des Arabes, Radio Shabab) , régionales (Radio Wadi Al-Nil, Radio Iskandaria) et internationales (Radio Cairo World Service) dépendent également de cette corporation.
L'Union de la radio et de la télévision égyptienne est un membre actif de l'Union européenne de radio-télévision (UER) et est actionnaire d'Euronews SA.

## Histoire

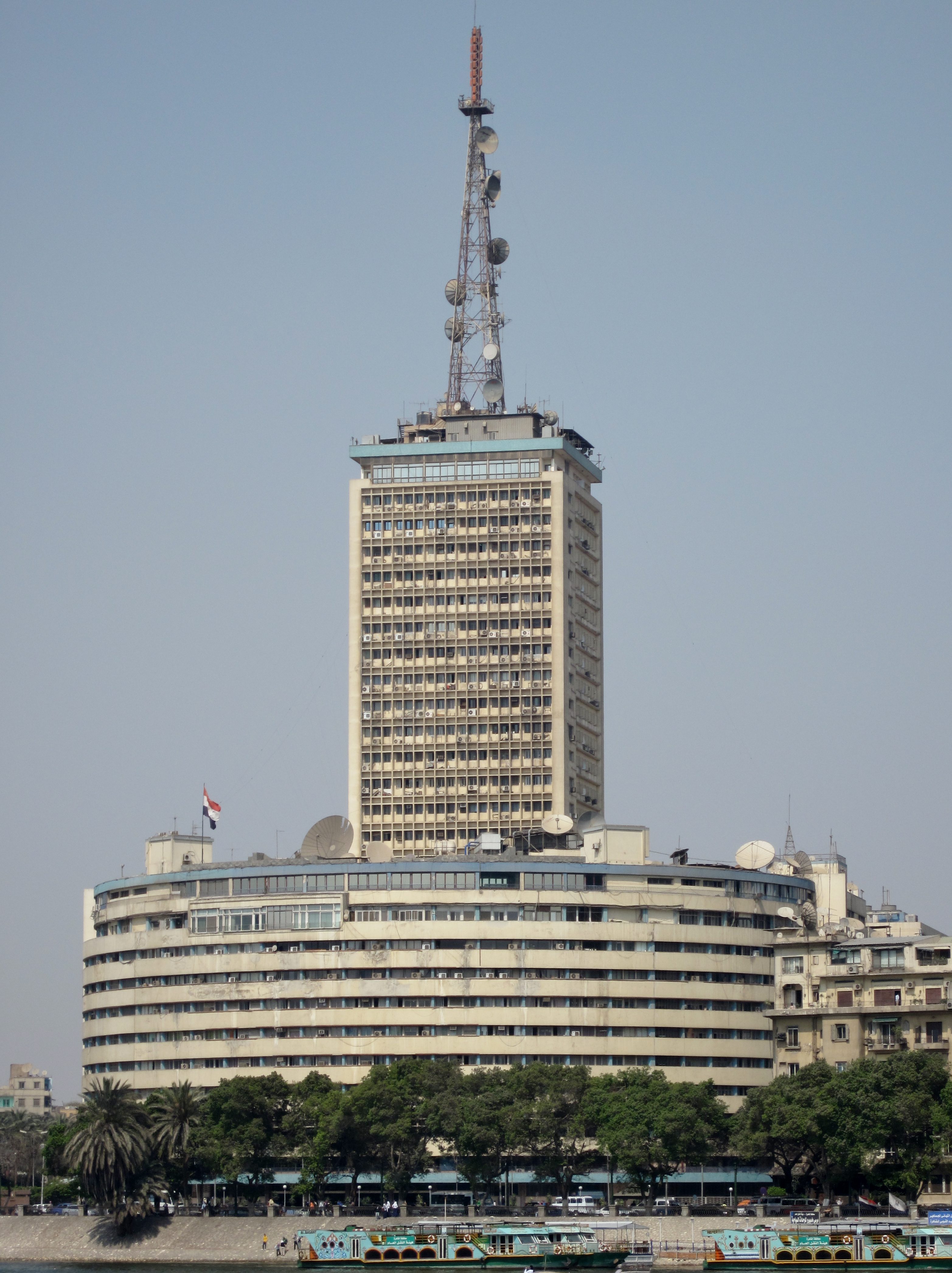
Le siège de l'ERTU au Caire

La création d'une chaîne de télévision nationale semble avoir été envisagée dès les premières années de la république égyptienne (proclamée en 1953). Les événements politiques (Crise du canal de Suez) vont néanmoins faire passer ce projet au second plan durant plusieurs années. La construction de l'immense tour de la télévision (190 mètres) sur l'île de Gezira débute en 1956 et s'achève en 1960. 
En 1959, le gouvernement signe un accord avec la Radio Corporation of America portant sur une aide technique pour la mise en place du réseau. Un an plus tard, le 21 juillet 1960, la télévision égyptienne peut enfin commencer à émettre, deux jours avant le début des célébrations de la fête de la révolution (commémoration de la prise de pouvoir des « officiers libres » en 1952).
Le 13 août 1970, quelques semaines avant la mort du président Nasser, la télévision et la radio égyptienne sont regroupées au sein d'une corporation baptisée ERTU (Egyptian radio and television union). Celle-ci est divisée en quatre départements : Télévision, Radio, Ingénierie et Finance, chacun ayant à sa tête un directeur responsable devant le ministère de l'information.
L'introduction de la télévision en couleur intervient quelques mois après la guerre du Kippour, en 1973. Diffusée à l'origine en Secam, la télévision égyptienne adopte finalement le standard Pal en 1992.